# Ingalagi, Parasgad
Ingalagi là một làng thuộc tehsil Parasgad, huyện Belgaum, bang Karnataka, Ấn Độ.